# Čhökji Dagpa Ješe Pal Zangpo
Čhökji Dagpa Ješe Pal Zangpo (1453–1524) byl tibetský buddhistický meditační mistr a učenec linie Kagjüpy – jedné ze čtyř hlavních škol tibetského buddhismu. Byl čtvrtým šamarpou.

## Život
Čtvrtý šamarpa se narodil v provincii Trešö ve východotibetském Khamu.
Sedmý karmapa Čhödag Gjamccho se setkal se čtvrtým šamarpou v provincii Trešö.
Když se setkali, došlo k obnovení velmi těsného pouta, srovnatelnému s radostným shledáním otce se ztraceným synem. Karmapa intronizoval mladého šamarpu pod jménem Čhökji Dagpa Ješe Pal Zangpo a vrátil mu červenou korunu. Karmapa navrhl, aby od tohoto okamžiku šířili dharmu, každý v jiné části země. Šamarpa měl zůstat v oblasti Kongpo v jižním Tibetu, zatímco karmapa pokračoval na východ, směrem na Kham. O několik let později se opět setkali v Trešö Khangmaru. Šamarpa přijel plně naložený obětinami a karmapa mu udělil zmocnění k Velké pečeti, k Šesti naukám Náropy a učení mnoha jiných důležitých nauk linie Kagjü.
Čtvrtý šamarpa byl uznávaný jako učenec a výborný praktikující Buddhových nauk. Pilně prováděl praktiky přijaté od karmapy, Gjalcchaba rinpočheho i jiných velkých lamů a učenců. Stal se příkladem neoblomné vytrvalosti, která vzbuzovala respekt. Šamarpa se při šíření dharmy dostal až do Bhútánu a v jižní části této země dosud stojí klášter, jenž dal postavit. Navzdory svému stáří tam stojí jako dobře zachované svědectví. Kromě toho, že je dobrým příkladem dovednosti té doby, je také upomínkou na šamarpovo požehnání. V centrálním Tibetu, kde šamarpa vládl jedenáct let, plnil své povinnosti v souladu s buddhistickými principy, jeho hlavním zájmem však byla vždy dharma. Do konce svého života studoval, vyučoval a meditoval.